# 1993 TQ29
1993 TQ29 är en asteroid i huvudbältet som upptäcktes den 9 oktober 1993 av den belgiske astronomen Eric W. Elst vid La Silla-observatoriet.